# Genaro Giacobini
Genaro Giacobini (n. Ciudad de Buenos Aires, 6 de mayo de 1889 - ibídem, 10 de marzo de 1954) fue un médico y político argentino que ejerció como concejal de Capital Federal entre 1932 y 1936. Ligado originalmente al socialismo y luego al radicalismo, fue fundador y líder del Partido Salud Pública, orientado casi enteramente al ideal sanitarista. Fue candidato a diputado nacional y a presidente de la Nación Argentina en 1951.

## Biografía
Nacido en el barrio de Parque Patricios, en 1889, Giacobini estudió medicina en la Universidad de Buenos Aires. Ejerció como facultativo en los barrios del sur de la ciudad. Ingresó en la política en la década de 1920, siendo consejero escolar en su distrito. Apoyó al gobierno de Hipólito Yrigoyen, de la Unión Cívica Radical, y propuso desde su posición como consejero la generalización del uso del guardapolvo blanco como uniforme escolar para evitar la distinción entre los estudiantes de mayores y menores recursos económicos.
Su carrera política se vio impulsada tras el golpe de Estado de septiembre de 1930 que derrocó a Yrigoyen y condujo al establecimiento de un régimen fraudulento, transcurriendo el período conocido como Década Infame. Giacobini resultó elegido concejal de Capital Federal por su pequeño partido en 1932, ejerciendo el cargo hasta que el radicalismo levantó su abstención electoral en 1936. Fue candidato a diputado nacional en numerosas ocasiones, sin resultar electo. Durante su período como concejal impulsó numerosas iniciativas progresistas para la época, muchas de las no prosperarían sino hasta varios años más tarde. diputado nacional, defendiendo la creación de un Ministerio de Salud (que no se concretaría hasta el gobierno de Juan Domingo Perón), la libreta sanitaria obligatoria para trabajadores gastronómicos, la instalación obligatoria de cámaras frigoríficas en los mercados, la creación del instituto municipal de asistencia a menores abandonados y desvalidos, y la obligatoriedad de consignar fecha de vencimiento a productos alimenticios envasados.
Tras el advenimiento del peronismo, Giacobini se presentó como candidato presidencial en las elecciones de 1951, con Jorge Francisco Rivero como compañero de fórmula, recibiendo solo el 0,07% de los votos. Se retiró de la función pública después de que su partido se disolviera.
Falleció el 10 de marzo de 1954, en su casa que también funcionaba como consultorio.